# Bresegard bei Picher
Bresegard bei Picher é um município da Alemanha, situado no distrito de Ludwigslust-Parchim, no estado de Mecklemburgo-Pomerânia Ocidental. Tem 16,57 km² de área, e sua população em 2019 foi estimada em 288 habitantes.